# Robin Yalçın
Robin Yalçın (Deggendorf, 25 gennaio 1994) è un calciatore tedesco di origini turche, centrocampista dell'Eyüpspor.

## Palmarès

### Club

#### Competizioni nazionali
- TFF 1. Lig: 1

Eyüpspor: 2023-2024